# Episodi di Rambo

## Miniserie
| nº | Titolo inglese             | Titolo italiano              | Prima Tv USA   | Prima Tv Italia  |
| -- | -------------------------- | ---------------------------- | -------------- | ---------------- |
| 1  | First Strike               |                              | 14 aprile 1986 | 29 febbraio 1988 |
| 2  | The Angel of Destruction   | L'angelo della distruzione   | 15 aprile 1986 | 2 marzo 1988     |
| 3  | Battlefield Bronx          |                              | 16 aprile 1986 | 4 marzo 1988     |
| 4  | Raise the Yamato           | Attacco alla corazzata       | 17 aprile 1986 | 7 marzo 1988     |
| 5  | The Taking of Tierra Libre | La conquista di Tierra Libre | 18 aprile 1986 | 9 marzo 1988     |

## Serie regolare
| nº      | Titolo inglese                   | Titolo italiano               | Prima Tv USA      | Prima Tv Italia |
| ------- | -------------------------------- | ----------------------------- | ----------------- | --------------- |
| 1 (6)   | Subterranean Holdup              |                               | 15 settembre 1986 |                 |
| 2 (7)   | Trouble in Tibet                 |                               | 16 settembre 1986 |                 |
| 3 (8)   | S.A.V.A.G.E. Island              |                               | 18 settembre 1986 |                 |
| 4 (9)   | General Warhawk's Curse          |                               | 18 settembre 1986 |                 |
| 5 (10)  | Deadly Keep                      |                               | 19 settembre 1986 |                 |
| 6 (11)  | Beneath the Streets              |                               | 22 settembre 1986 |                 |
| 7 (12)  | Cult of the Cobra                |                               | 23 settembre 1986 |                 |
| 8 (13)  | Raid on Las Vegas                |                               | 24 settembre 1986 |                 |
| 9 (14)  | The Lost City of Acra            |                               | 25 settembre 1986 |                 |
| 10 (15) | Guns Over the Suez               |                               | 26 settembre 1986 |                 |
| 11 (16) | Exercise in Terror               |                               | 6 ottobre 1986    |                 |
| 12 (17) | The Doomsday Machine             |                               | 7 ottobre 1986    |                 |
| 13 (18) | Disaster in Delgado              | Disastro a Delgado            | 8 ottobre 1986    | 11 aprile 1988  |
| 14 (19) | Fire in the Sky                  | Fuochi nel cielo              | 9 ottobre 1986    | 8 aprile 1988   |
| 15 (20) | Enter the Black Dragon           |                               | 10 ottobre 1986   |                 |
| 16 (21) | Reign of the Boy King            |                               | 13 ottobre 1986   |                 |
| 17 (22) | Rambo and the White Rhino        | Rambo e il rinoceronte bianco | 14 ottobre 1986   | 20 aprile 1988  |
| 18 (23) | Pirate Peril                     | Arrembaggio                   | 15 ottobre 1986   | 15 aprile 1988  |
| 19 (24) | Mephisto's Magic                 | La magia di Mefisto           | 16 ottobre 1986   | 13 aprile 1988  |
| 20 (25) | The Halley Microbe               | Il virus di Halley            | 17 ottobre 1986   | 18 aprile 1988  |
| 21 (26) | Death Merchant                   |                               | 20 ottobre 1986   |                 |
| 22 (27) | Return of the Count              |                               | 21 ottobre 1986   |                 |
| 23 (28) | Night of the Voodoo Moon         |                               | 22 ottobre 1986   |                 |
| 24 (29) | Lagoon of Death                  |                               | 21 ottobre 1986   |                 |
| 25 (30) | Snow Kill                        |                               | 24 ottobre 1986   |                 |
| 26 (31) | Terror Beneath the Sea           |                               | 27 ottobre 1986   |                 |
| 27 (32) | Swap Monster                     |                               | 28 ottobre 1986   |                 |
| 28 (33) | Freedom Dancer                   |                               | 29 ottobre 1986   |                 |
| 29 (34) | Texas Inferno                    | Inferno nel Texas             | 30 ottobre 1986   | 29 aprile 1988  |
| 30 (35) | The Iron Mask                    |                               | 31 ottobre 1986   |                 |
| 31 (36) | Children for Peace               |                               | 3 novembre 1986   |                 |
| 32 (37) | S.A.V.A.G.E. Rustlers            |                               | 4 novembre 1986   |                 |
| 33 (38) | Mind Control                     |                               | 5 novembre 1986   |                 |
| 34 (39) | Vote of Terror                   |                               | 6 novembre 1986   |                 |
| 35 (40) | Target, Supertanker              |                               | 7 novembre 1986   |                 |
| 36 (41) | Enter the White Dragon           |                               | 10 novembre 1986  |                 |
| 37 (42) | Skyjacked Gold                   |                               | 11 novembre 1986  |                 |
| 38 (43) | Attack on El Dorado              |                               | 12 novembre 1986  |                 |
| 39 (44) | The Ninja Dog                    |                               | 13 novembre 1986  |                 |
| 40 (45) | When S.A.V.A.G.E. Stole Santa    |                               | 14 novembre 1986  |                 |
| 41 (46) | Blockbuster                      |                               | 17 novembre 1986  |                 |
| 42 (47) | Supertrooper                     |                               | 18 novembre 1986  |                 |
| 43 (48) | Warhawk's Fortress               |                               | 19 novembre 1986  |                 |
| 44 (49) | The Konichi                      |                               | 20 novembre 1986  |                 |
| 45 (50) | Robot Raid                       | Robot Raid                    | 21 novembre 1986  | 6 giugno 1988   |
| 46 (51) | Alphas, Arms, and Ambush: Part 1 |                               | 24 novembre 1986  |                 |
| 47 (52) | Alphas, Arms, and Ambush: Part 2 |                               | 25 novembre 1986  |                 |
| 48 (53) | Crash                            |                               | 26 novembre 1986  |                 |
| 49 (54) | Mirage                           |                               | 27 novembre 1986  |                 |
| 50 (55) | Blind Luck                       |                               | 28 novembre 1986  |                 |
| 51 (56) | Turbo's Dilemma                  |                               | 1 dicembre 1986   |                 |
| 52 (57) | Masquerade                       |                               | 2 dicembre 1986   |                 |
| 53 (58) | Just Say No                      |                               | 8 dicembre 1986   |                 |
| 54 (59) | Monster Island                   |                               | 9 dicembre 1986   |                 |
| 55 (60) | Quarterback Sneak                |                               | 10 dicembre 1986  |                 |
| 56 (61) | Sepulcher of Power               |                               | 11 dicembre 1986  |                 |
| 57 (62) | The Twin Within                  |                               | 12 dicembre 1986  |                 |
| 58 (63) | S.A.V.A.G.E. Space               |                               | 15 dicembre 1986  |                 |
| 59 (64) | Change of Face                   |                               | 17 dicembre 1986  |                 |
| 60 (65) | Horror of the Highlands          |                               | 18 dicembre 1986  |                 |